# Émirats arabes unis aux Jeux olympiques d'été de 2020
Les Émirats arabes unis participent aux Jeux olympiques de 2020 à Tokyo au Japon. Il s'agit de sa 10e participation à des Jeux d'été.
Ahmed Al Tayeb est le chef de la délégation des Émirats arabes unis. Par ailleurs, l'arbitre international de volley-ball Hamed Mohammed Al Russi Al Hammadi, a été invité à rejoindre la délégation pour officier dans le tournoi.

## Athlètes engagés
| Sport      | Hommes | Femmes | Total |
| ---------- | ------ | ------ | ----- |
| Athlétisme | 1      | 0      | 1     |
| Judo       | 2      | 0      | 2     |
| Natation   | 1      | 0      | 1     |
| Tir        | 1      | 0      | 1     |
| Total      | 5      | 0      | 5     |

## Résultats

### Athlétisme
Le comité bénéficie d'une place attribuée au nom de l'universalité des Jeux. Mohammed Al-Hamadi dispute le 100 mètres.
| Athlète            | Épreuve        | Tour préliminaire | Tour préliminaire | 1er tour | 1er tour | Demi-finale | Demi-finale | Finale  | Finale  |
| Athlète            | Épreuve        | Temps             | Rang              | Temps    | Rang     | Temps       | Rang        | Temps   | Rang    |
| ------------------ | -------------- | ----------------- | ----------------- | -------- | -------- | ----------- | ----------- | ------- | ------- |
| Mohammed Al-Hamadi | 100 m masculin | 10 s 59           | 3e                | 10 s 64  | 8e       | Éliminé     | Éliminé     | Éliminé | Éliminé |

### Judo
La Fédération ne distribue pas de ticket de qualifications aux championnats continentaux ou mondiaux mais c'est le classement établi au 21 juin qui permettra de sélectionner les athlètes (18 premiers automatiquement, le reste en fonction des quotas de nationalité).
Chez les hommes, Victor Scvortov (-73 kg) est classé 15e (20e au classement mondial mais il y a une restriction d'un judoka par nation) ce qui permet sa qualification directe,.
Ivan Remarenco (-100 kg) est lui repêché via l'attribution du quota continental asiatique.
| Athlète         | Compétition            | 1er tour               | 2e tour             | Quart de finale     | Demi-finale         | Repêchage           | Finale / MB         | Rang    |
| Athlète         | Compétition            | Adversaire Résultat    | Adversaire Résultat | Adversaire Résultat | Adversaire Résultat | Adversaire Résultat | Adversaire Résultat | Rang    |
| --------------- | ---------------------- | ---------------------- | ------------------- | ------------------- | ------------------- | ------------------- | ------------------- | ------- |
| Victor Scvortov | Moins de 73 kg hommes  | Macias Défaite 01-10   | Éliminé             | Éliminé             | Éliminé             | Éliminé             | Éliminé             | Éliminé |
| Ivan Remarenco  | Moins de 100 kg hommes | El Nahas Défaite 00-10 | Éliminé             | Éliminé             | Éliminé             | Éliminé             | Éliminé             | Éliminé |

### Natation
Le comité bénéficie de place attribuée au nom de l'universalité des Jeux.
| Athlète             | Épreuve                   | Série   | Série | Demi-finale | Demi-finale | Finale  | Finale  |
| Athlète             | Épreuve                   | Temps   | Rang  | Temps       | Rang        | Temps   | Rang    |
| ------------------- | ------------------------- | ------- | ----- | ----------- | ----------- | ------- | ------- |
| Yousuf Al-Matrooshi | 100 m nage libre masculin | 51 s 50 | 50e   | Éliminé     | Éliminé     | Éliminé | Éliminé |

### Tir
En mai 2021, un athlète en skeet obtient une qualification pour les Jeux olympiques grâce à ses performances mondiales avec une invitation tri-partite de la fédération. Saif Bin Futtais avait déjà participé à cette discipline aux Jeux de Rio en 2016.
| Athlète          | Compétition | Qualification | Qualification | Finale  | Finale  |
| Athlète          | Compétition | Points        | Rang          | Points  | Rang    |
| ---------------- | ----------- | ------------- | ------------- | ------- | ------- |
| Saif Bin Futtais | Skeet,      | 117           | 24e           | Éliminé | Éliminé |